# Weld County
Das Weld County ist ein County im Bundesstaat Colorado der Vereinigten Staaten. Der Verwaltungssitz (County Seat) ist Greeley.

## Geographie
Das County liegt im Nordosten Colorados, am östlichen Fuß des Front Range der Rocky Mountains. Es grenzt direkt an den US-Bundesstaat Nebraska. Die Fläche beträgt 10.416 Quadratkilometer, wovon 75 Quadratkilometer Wasserfläche sind.
Teile des Countys durchzieht das Pawnee National Grassland und der South Platte River. Der US-Highway 85 führt durch das County.
Das County wird vom Office of Management and Budget zu statistischen Zwecken als Greeley, CO Metropolitan Statistical Area geführt.

## Geschichte
Weld County war eines der ersten 17 Countys des Bundesstaates Colorado. Es wurde am 1. November 1861 errichtet. Am 9. Februar 1887 wurden dann aus Teilen des Countys die heutigen Countys Washington County, Logan County, Morgan County, Yuma County, Phillips County und Sedgwick County gebildet.
Das County ist nach Lewis Ledyard Weld, einem Rechtsanwalt und Politiker benannt. Er starb während des Amerikanischen Bürgerkriegs.

## Wirtschaft
Das County ist landwirtschaftlich geprägt und gilt als Kornkammer und größter Fleischproduzent Colorados. Die Milchproduktion gehört zu den größten der Vereinigten Staaten. Durch das County verläuft die Interstate 76.

## Demografische Daten

Alterspyramide des Weld Countys (Stand: 2000)

Nach der Volkszählung im Jahr 2000 lebten im County 180.936 Menschen. Es gab 63.247 Haushalte und 45.221 Familien. Die Bevölkerungsdichte betrug 18 Einwohner pro Quadratkilometer. Ethnisch betrachtet setzte sich die Bevölkerung zusammen aus 81,71 Prozent Weißen, 0,56 Prozent Afroamerikanern, 0,87 Prozent amerikanischen Ureinwohnern, 0,83 Prozent Asiaten, 0,08 Prozent Bewohnern aus dem pazifischen Inselraum und 13,29 Prozent aus anderen ethnischen Gruppen; 2,65 Prozent stammten von zwei oder mehr Ethnien ab. 27,05 Prozent der Gesamtbevölkerung waren spanischer oder lateinamerikanischer Abstammung.
Von den 63.247 Haushalten hatten 37,2 Prozent Kinder und Jugendliche unter 18 Jahre, die bei ihnen lebten. 57,6 Prozent waren verheiratete, zusammenlebende Paare, 9,4 Prozent waren allein erziehende Mütter. 28,5 Prozent waren keine Familien. 21,0 Prozent waren Singlehaushalte und in 6,9 Prozent lebten Menschen im Alter von 65 Jahren oder darüber. Die Durchschnittshaushaltsgröße betrug 2,78 und die durchschnittliche Familiengröße lag bei 3,25 Personen.
Auf das gesamte County bezogen setzte sich die Bevölkerung zusammen aus 28,2 Prozent Einwohnern unter 18 Jahren, 13,2 Prozent zwischen 18 und 24 Jahren, 29,7 Prozent zwischen 25 und 44 Jahren, 20,0 Prozent zwischen 45 und 64 Jahren und 9,0 Prozent waren 65 Jahre alt oder darüber. Das Durchschnittsalter betrug 31 Jahre. Auf 100 weibliche Personen kamen 100,6 männliche Personen, auf 100 Frauen im Alter ab 18 Jahren kamen statistisch 98,0 Männer.
Das jährliche Durchschnittseinkommen eines Haushalts betrug 42.321 USD, das Durchschnittseinkommen der Familien betrug 49.569 USD. Männer hatten ein Durchschnittseinkommen von 35.037 USD, Frauen 25.757 USD. Das Prokopfeinkommen betrug 18.957 USD. 12,5 Prozent der Bevölkerung und 8,0 Prozent der Familien lebten unterhalb der Armutsgrenze. Darunter waren 14,6 Prozent der Bevölkerung unter 18 Jahren und 8,5 Prozent der Einwohner ab 65 Jahren.

## Sehenswürdigkeiten

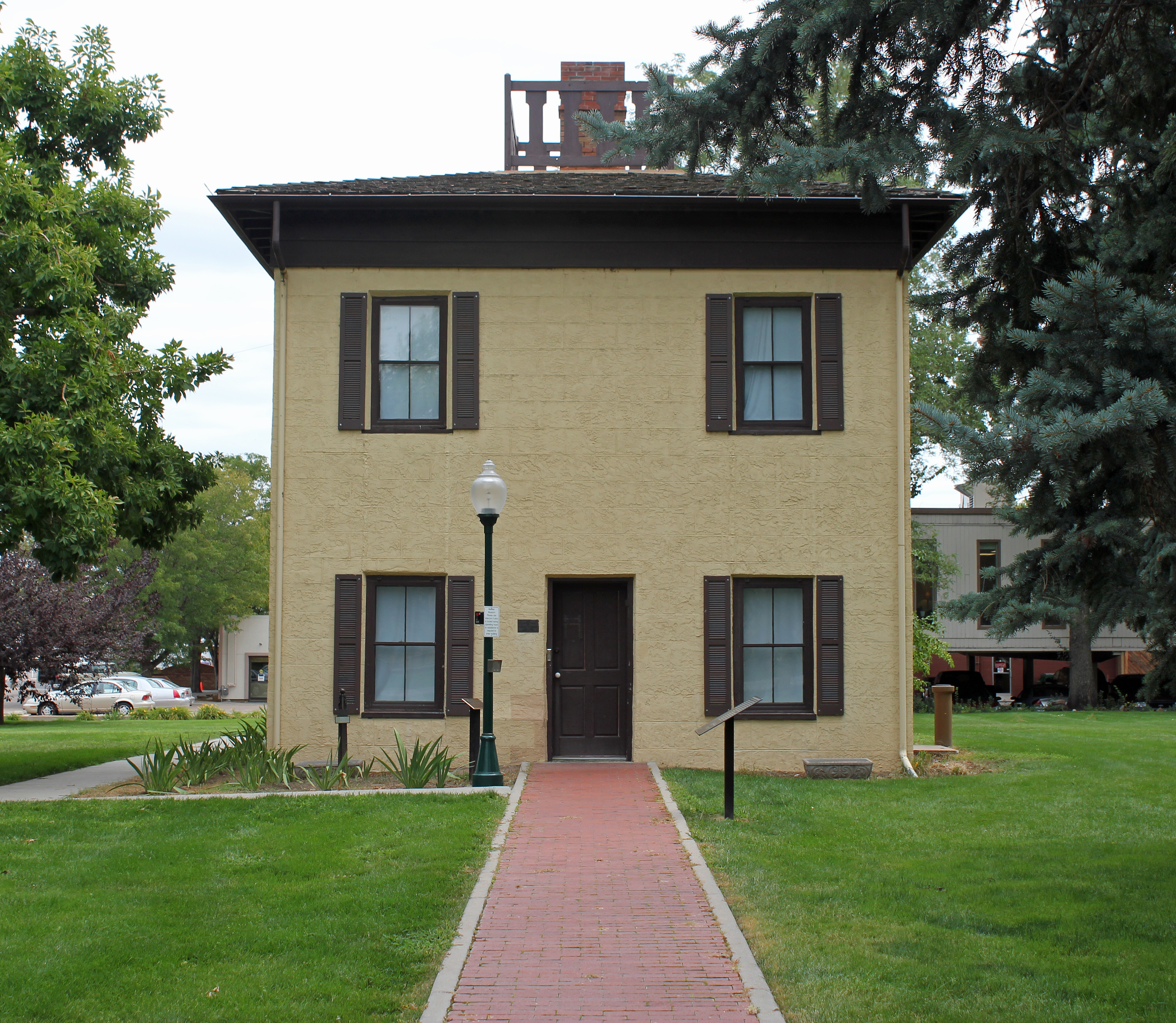
Meeker Memorial Museum in Greeley (2012). Dieses 1870 errichtete Haus war die Residenz des Journalisten und Siedlers Nathan Meeker, aus dessen Gründung Union Colony of Colorado die Stadt Greeley hervorging. Im Februar 1970 wurde das Haus als erstes Objekt im County in das NRHP aufgenommen.

41 Bauwerke, Stätten und historische Bezirke (Historic Districts) im Weld County sind im National Register of Historic Places („Nationales Verzeichnis historischer Orte“; NRHP) eingetragen (Stand 28. September 2022), darunter mehrere Schulen und Kirchen sowie das Verwaltungs- und Gerichtsgebäude des County.

## Orte im Weld County
- Adna
- Alden
- Aristocrat Ranchettes
- Auburn
- Ault
- Avalo
- Barnesville
- Berthoud
- Bracewell
- Briggsdale
- Brighton
- Bruce
- Buckingham
- Buda
- Bunyan
- Canton
- Carr
- Clark
- Cloverly
- Comer
- Cornish
- Dacono
- Dearfield
- Dent
- Dick
- Dover
- East La Salle
- Eaton
- Elm
- Elwell
- Erie
- Evans
- Evanston
- Farmers
- Firestone
- Fort Lupton
- Fosston
- Frederick
- Galeton
- Garden City
- Gates
- Gilcrest
- Gill
- Gowanda
- Greeley
- Greeley Junction
- Grover
- Hambert
- Hardin
- Hardman
- Harney
- Hereford
- Highland Lake
- Hillsboro
- Houston
- Hudson
- Hurrich
- Idaho Creek
- Jackson Field
- Jessum
- Johnson
- Johnstown
- Kahler
- Keenesburg
- Keota
- Kerns
- Kersey
- Kirkland
- Krauss
- Kuner
- La Salle
- Liberty
- Lochbuie
- Longmont
- Lowe
- Lucerne
- Maloy
- Mason Corner
- Masters
- Matthews
- Mead
- Milliken
- Mumper Corner
- New Raymer
- Northglenn
- Nunn
- Peckham
- Pierce
- Platteville
- Pleasant View Ridge
- Plumbs
- Powars
- Prospect Valley
- Pulliam
- Purcell
- Puritan
- Raymer
- Rinn
- Rockport
- Roggen
- Rosedale
- Roy
- Saint Vrains
- Severance
- Sloan
- South Roggen
- Spanish Village
- Stage
- Stoneham
- Tampa
- Tonville
- Vollmar
- Walker
- Warren
- Wattenberg
- Welty
- Wildcat
- Windsor